# فیزی
فیزی (به چینی: 秦侯؛ مرگ ۸۵۸ پ. م)؛ همچنین با عنوان چین یینگ شناخته می‌شود، بنیانگذار ایالت چین در چین باستان بود. این ایالت در آینده به دودمان چین تبدیل می‌شود که در نهایت همه ایالت‌های چین را فتح کرد و چین را در ۲۲۱ پ. م برای نخستین بار یکپارچه ساخت.

## اصالت اساطیری چین
بر اساس اسطوره‌ها بنیان‌گذار چین که در کتاب شیجی نوشته تاریخ‌نگار بزرگ سیما چیان، تاریخ‌نگار دودمان هان ثبت شده‌است، فیزی از نسل امپراتور اسطوره‌ای زرد و نوه و جانشین او جوان سیون است. نوه جوان سیون، نوکسیو (女脩) پس از بلعیدن تخم یک پرستو، دایه (大業) را به دنیا آورد. پسر دایه، بویی (伯益) توسط فرمانروای افسانه‌ای چین شون، نام اجدادی یینگ (嬴) را دریافت کرد.

## نیاکان
در طول دودمان شانگ، ژونگ جوئه از نوادگان بویی، مسئول شیچوی (西垂، همچنین به نام چوانچیو، در شهرستان لی، گانسو امروزی) در میان قبایل رونگ بود. پسر ژونگ جو، فیلیان (蜚廉) و نوه او، آلای به پادشاه ژو شانگ خدمت کردند و آلای زمانی که پادشاه وو ژو، شانگ را سرنگون کرد و دودمان ژو را تأسیس کرد، کشته شد. پدر فیزی دالوئو (大骆) نبیره ایلای بود. با این حال، وارث قانونی دالوئو فیزی نبود، بلکه پسر دیگرش چنگ بود، زیرا چنگ از همسر اصلی دالوئو، دختر مرزبان ایالت شن به دنیا آمده بود.

## بنیان‌گذاری چین
فیزی در شیچوی زندگی می‌کرد و پرورش‌دهنده ماهر اسب بود. پادشاه شیائو ژو از شهرت او مطلع شد و او را مسئول پرورش و تربیت اسب برای ارتش ژو کرد. پادشاه شیائو برای پاداش کمک‌های خود می‌خواست فیزی را به جای برادر ناتنی‌اش چنگ، وارث قانونی پدرش کند. با این حال، مرزبان شن، پدربزرگ چنگ، مخالفت کرد و گفت که اگر پادشاه چنگ را خلع کند، مردم رونگ شورش خواهند کرد. پادشاه نظر خود را تغییر داد و به فیزی املاک کوچک چین (در شهرستان ژانگجیاچوان، گانسو امروزی) را که جدا از خانواده پدرش شیچویی بود، اعطا کرد و به فیزی لقب چین یینگ را داد که ترکیبی از نام املاک و نام اجدادی اوست.
این آغاز ایالت چین بود که بیش از شش قرن بعد تمام ایالت‌های دیگر را فتح کرد و کشور چین را تحت حکومت چین شی هوانگ، اولین امپراتور دودمان چین متحد کرد. در آن زمان چین تنها یک ایالت کوچک بود که به عنوان «ایالت وابسته» (附庸، فویونگ) طبقه‌بندی می‌شد، و فیزی هیچ رتبه اشرافی دریافت نکرد. چین تا پنج نسل بعد و تا زمان تهاجم کوچ‌نشینان چوانرونگ که در آن حاکم شیانگ چین، از پادشاه پینگ ژو محافظت کرد یک ایالت کوچک بود. پادشاه پینگ برای قدردانی از حاکم شیانگ به مقام رسمی اشرافی به عنوان فرمانروای محلی داد.

## پس از مرگ
فیزی در سال ۸۵۸ پ. م درگذشت و پسرش معروف به مرزبان چین جانشین او شد. در سال ۸۴۲ پ. م، مردم رونگ شورش کردند و قبیله برادر ناتنی فیزی را در شیچوی نابود کردند. بیست سال بعد، نتیجه فیزی، چین ژونگ نیز در سال ۸۲۲ پ. م توسط رونگ کشته شد. با این حال، پسر و جانشین چین ژونگ، حاکم ژوانگ چین، رونگ را شکست داد و شیچوی را ضمیمه کرد و بدین ترتیب قلمروهای هر دو شاخه خاندان یانگ را دوباره متحد کرد.